# Roman Bednář
Roman Bednář (* 26. března 1983, Praha) je bývalý český fotbalový útočník a reprezentant. Mimo ČR působil na klubové úrovni v Litvě, Skotsku, Anglii a Turecku. Hráčskou kariéru ukončil v červnu 2016.

## Klubová kariéra
V české lize hrál za klub FK Mladá Boleslav, odkud 26. července 2005 přestoupil do litevského týmu FBK Kaunas, kterého ho ihned poslal na hostování do skotského Heart of Midlothian, kde se setkal s krajany Michalem Pospíšilem a Rudolfem Skácelem a se kterým získal v sezóně 2005/06 Skotský pohár. Vedení skotského týmu jej poslalo v létě 2007 na hostování do týmu 2. anglické ligy West Bromwich Albion FC. Ten si jej posléze koupil a s tímto týmem v sezóně 2007/08 postoupil do anglické nejvyšší soutěže.
17. května 2009 byl klubem suspendován poté, co jej bulvární deník News of the World přistihl při nákupu pěti gramů kokainu za £420 a marihuany za £20. Dle vyjádření klubu měl být celý případ prošetřen. Bednářův manažer Eliot Bantil uvedl, že si tím český reprezentant pravděpodobně zničil kariéru. K listopadu 2010 si ho ale na hostování povolal do svého týmu Leicester City švédský trenér Sven-Göran Eriksson.
Mimo Leicester City hostoval Bednář ještě v anglickém klubu Blackpool FC a tureckém MKE Ankaragücü. V létě 2012 mu skončila smlouva s West Bromwich Albion a Bednář se domluvil na dvouletém kontraktu s tureckým klubem Sivasspor, i když měl nabídku z Blackpoolu, kde hostoval na jaře 2012. V Sivassporu však kvůli zánětu kosti nenastoupil ani k jednomu zápasu.

### AC Sparta Praha
V lednu 2013 uspěl na testech v AC Sparta Praha, klub s ním podepsal smlouvu. 4. února 2013 se v novém působišti poprvé střelecky prosadil v přípravném utkání během soustředění ve Španělsku proti ruskému klubu FK Krasnodar, jeho gól však nestačil ani na remízu, Sparta prohrála 2:3. První ostrý start absolvoval v úvodním zápase Sparty 14. února 2013 v jarní vyřazovací části Evropské ligy 2012/13 v šestnáctifinále proti anglickému velkoklubu Chelsea FC. Na hřiště se dostal až v 85. minutě, Sparta podlehla doma soupeři 0:1 gólem mladého brazilského fotbalisty Oscara. O týden později nastoupil v závěru zápasu v odvetě na Stamford Bridge, Sparta dlouho vedla 1:0, ale naději na prodloužení neudržela, ve druhé minutě nastaveného času inkasovala vyrovnávací gól na 1:1 z kopačky Edena Hazarda a z Evropské ligy vypadla.
Vydařený zápas absolvoval při svém ligovém debutu 24. února 2013 proti hostujícímu Slovácku, jedním gólem se podílel na výhře Sparty 4:0. 23. srpna 2013 nastoupil v 76. minutě do ligového zápasu proti hostující Příbrami a dvěma góly stanovil konečný výsledek 4:0 pro Spartu. Bylo to již poněkolikáté v krátkém období, co se dokázal gólově prosadit jako střídající hráč. V sezóně 2013/14 slavil se Spartou Praha zisk ligového titulu již ve 27. kole 4. května 2014. 17. května 2014 získal se Spartou double po výhře 8:7 v penaltovém rozstřelu ve finále Poháru České pošty proti Viktorii Plzeň. Bednář svůj pokus proměnil.

### 1. FK Příbram
Koncem ledna 2015 odešel na hostování do 1. FK Příbram. Měl zde výborný start, v prvních 3 ligových zápasech skóroval. V červenci 2015 do Příbrami natrvalo přestoupil a podepsal smlouvu na 3 roky. V červnu 2016 se rozhodl „pověsit kopačky na hřebík“ a ukončit profesionální fotbalovou kariéru.

## Reprezentační kariéra

### Mládežnické reprezentace
Reprezentoval ČR na Mistrovství světa hráčů do 20 let 2003 ve Spojených arabských emirátech, kde český tým po remízách 1:1 s Austrálií a Brazílií a porážce 0:1 s Kanadou obsadil nepostupové čtvrté místo v základní skupině C.

### A-mužstvo
Poprvé byl povolán do reprezentace na v roce 2006, kdy 16. srpna odehrál 21 minut v domácím přátelském zápase proti Srbsku (prohra 1:3). Bednář střídal v 70. minutě Marka Jankulovského a v 88. minutě dostal žlutou kartu.
Další možnost dostal až na podzim 2008, kdy v nominaci kvalifikačního utkání o MS 2010 proti San Marinu nahradil zraněného ostravského útočníka Václava Svěrkoše. V tomto zápase hraném 19. listopadu v sanmarinském Serravalle střídal v 81. minutě Milana Baroše, gól sice nevstřelil, ale utkání skončilo vítězstvím hostů 3:0.
Svůj první a zatím jediný gól v A-týmu české reprezentace vstřelil 11. srpna 2010 v domácím přátelském utkání proti Lotyšsku, kde nastoupil v základní sestavě a hrál až do 62. minuty. Ve 49. minutě dal první gól utkání, které skončilo výhrou českého celku 4:1.

### Reprezentační góly a zápasy
Góly Romana Bednáře za reprezentační A-mužstvo České republiky 
| Gól | Datum        | Stadion                 | Soupeř   | Skóre (min.) | Výsledek | Soutěž           |
| --- | ------------ | ----------------------- | -------- | ------------ | -------- | ---------------- |
| 010 | 011. 8. 2010 | Stadion u Nisy, Liberec | Lotyšsko | 01:0 0(49.)  | 4:1      | přátelské utkání |

Zápasy Romana Bednáře v reprezentačním A-mužstvu České republiky 
| Rok    | Zápasy | Góly |
| ------ | ------ | ---- |
| 2006   | 1      | 0    |
| 2008   | 1      | 0    |
| 2009   | 1      | 0    |
| 2010   | 5      | 1    |
| Celkem | 8      | 1    |

## Mimo hřiště
Měl menší hereckou roli v internetovém seriálu Vyšehrad z fotbalového prostředí. Zahrál si také v seriálu Čtvrtá hvězda, v 11. dílu nazvaném Hodina H.
Je také členem týmu Real TOP Praha, v jehož dresu se zúčastňuje charitativních zápasů a akcí.